# Забеле (Луківський повіт)
Забеле (пол. Zabiele) — село в Польщі, у гміні Сточек-Луковський Луківського повіту Люблінського воєводства.
Населення — 301 особа (2011).
У 1975-1998 роках село належало до Седлецького воєводства.

## Демографія
Демографічна структура станом на 31 березня 2011 року:
|          | Загалом | Допрацездатний вік | Працездатний вік | Постпрацездатний вік |
| -------- | ------- | ------------------ | ---------------- | -------------------- |
| Чоловіки | 150     | 30                 | 99               | 21                   |
| Жінки    | 151     | 31                 | 86               | 34                   |
| Разом    | 301     | 61                 | 185              | 55                   |